# Internationale Paralympiske Komité
Den Internationale Paralympiske Komité (IPC) er en international almennyttig organisation for atleter med handicap.
IPC blev grundlagt den 22. september 1989, for at "sætte paralympiske atleter til at opnå sportslig kvalitet og inspirere og begejstre verden". De organiserer i dag blandt andet Paralympiske lege. Organisationen er sammensat af repræsentanter fra 170 nationale paralympiske komitéer. Hovedkvarteret er placeret i Bonn i Tyskland.